# Николай Камов
 Тази статия е за българския политик.  За съветския авиоконструктор вижте Николай Камов (инженер).  
Николай Георгиев Камов е български политик.

## Биография
Роден е в София на 11 април 1956 г. През 1980 г. завършва право в Юридическия факултет на Софийския университет „Св. Климент Охридски“. Специализира международни отношения и участва в програми за лидери в Русия, САЩ и Япония.
До 1989 г. заема ръководни длъжности в младежката организация ДКМС. През 1991 г. е съветник в канцеларията на Президента на Републиката. Избиран е за народен представител в XXXVI, XXXVII, XXXVIII, XXXIX и XL народно събрание. Бил е председател на Комисията по външна политика, първият съпредседател на Съвместния парламентарен комитет „България – Европейски съюз“, ръководител на делегацията на Народното събрание в Парламентарната асамблея на НАТО.
През 1999 г. като кандидат за кмет на София от Коалиция „Социалдемократи“ постига трети изборен резултат.
Учредител е на Политическо движение „Социалдемократи“ и е негов председател от основаването му на 3 юни 2000 г.
Основател и участник в ръководните органи на редица неправителствени организации, като Европейския клуб, Националната асоциация за международни отношения, клуб „Добри съседи“ и Института за икономика и международни отношения (EIRI). Член на Интернет-общество – България и на Асоциацията на завършилите колежа на НАТО в Рим.
Женен, с 2 деца. Владее английски и руски език. Спортува тенис, ски, туризъм.
Николай Камов е единственият българин, присъствал на среща на Билдърбъргската група.